# 20 de abril na Igreja Ortodoxa

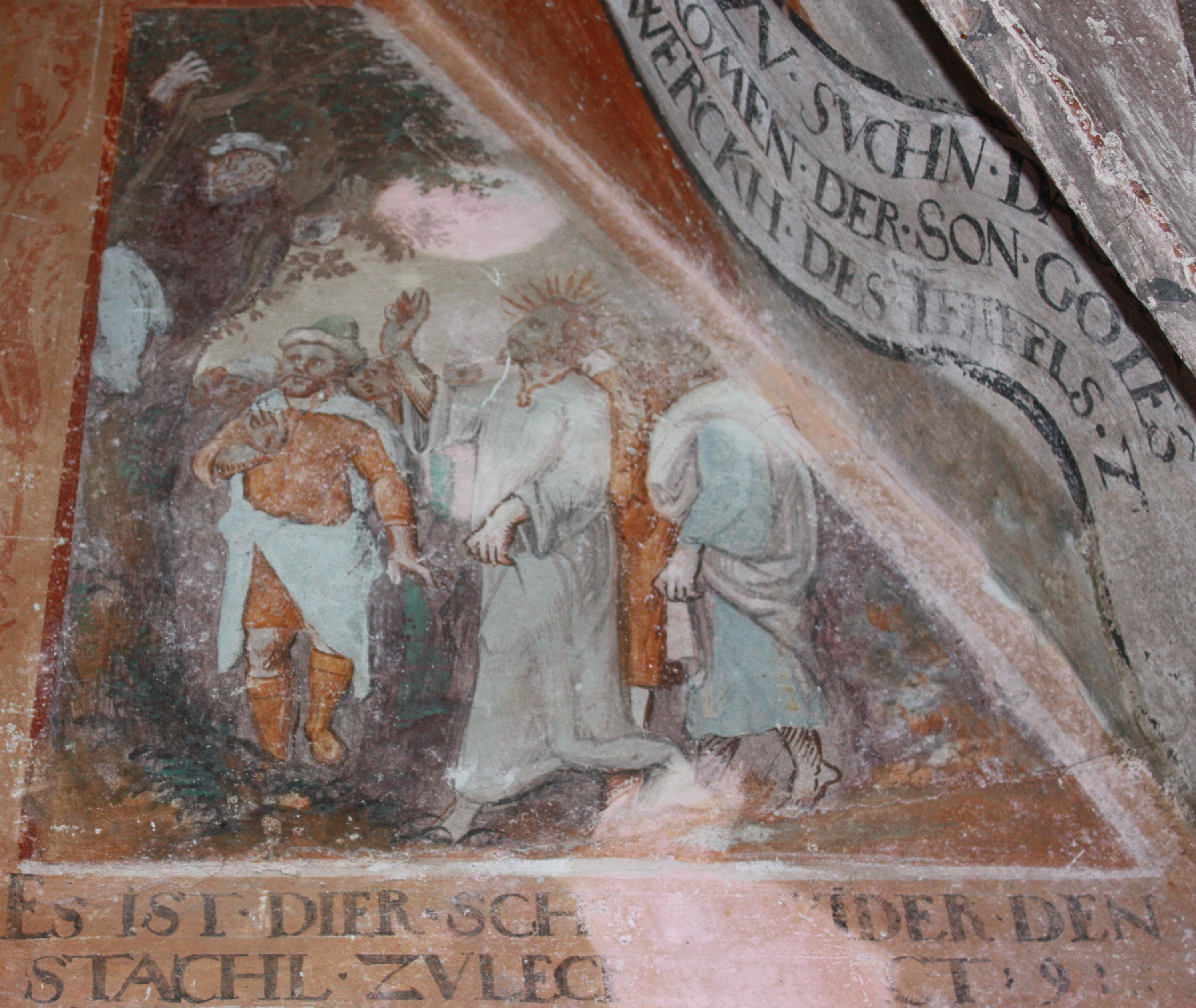
Afresco de São Zaqueu em Großkirchheim, Áustria.

Esta página trata das comemorações relativas ao dia 20 de abril no ano litúrgico ortodoxo.
Todas as comemorações fixas abaixo são comemoradas no dia 6 de maio pelas igrejas ortodoxas sob o Velho Calendário. No dia 20 de abril do calendário civil, as igrejas sob o Velho Calendário celebram as comemorações listadas no dia 7 de abril.

## Santos
- Apóstolo Zaqueu dos Setenta, Bispo de Cesareia na Palestina, chamado do sicômoro por Jesus Cristo, segundo o Evangelho de Lucas (século I)[1][2][3][4]
- Mártires Sulpício e Serviliano, em Roma, sob Trajano (c. 117)[5]
- Mártires Acindino, Antonino, Vítor, Zenão, Zótico, Teonas, Cesareu, Severiano e Cristóvão (284-305)[3][6][7]
- Santos Marcelino de Embrun, Vicente e Donino, nascidos no Norte da África, missionários na região do Delfinado (c. 374)[5][7]
- Venerável Teodoro Triquinas, eremita perto de Constantinopla (400)[1][3][8][9]
- São Teótimo, Bispo de Tômis na Mésia (407)[1][10][11]
- São Ceduala de Wessex, Rei de Wessex (689)[1][12][5]
- Abençoados Gregório I (593) e Anastácio I (599), Patriarcas de Antioquia[13].[1][12][14]
- Hieromártir Anastácio II, Patriarca de Antioquia (609), pelos judeus[1][3][12][15]
- Venerável Anastácio Sinaíta, Abade do Mosteiro de Santa Catarina (início do século VIII)[1][13][12][16][17]
- Santo Monge-Mártir Gundeberto (Gumbert), esposo de Santa Berta de Val d'Or, pelos pagãos na Irlanda (século VIII)[5]
- Santo Harduíno, monge na Abadia de Fontenelle, na Normandia (749), e um eremita copista dos Pais da Igreja (811)[5]
- Santo Hugo de Anzy-le-Duc, monge em Saint Savin (c. 930)[5]
- Venerável João o Paleolavrita, no Mosteiro de São Caritão, no deserto da Judeia[3][18]
- Veneráveis Atanásio (1380) e Joasafe (1442), Abades de Meteora[1][3][19][20]
- Venerável Alexandre de Oshevensk, fundador do Mosteiro de Oshevensk, em Arcangel (1479)[1][13][12][21][22]

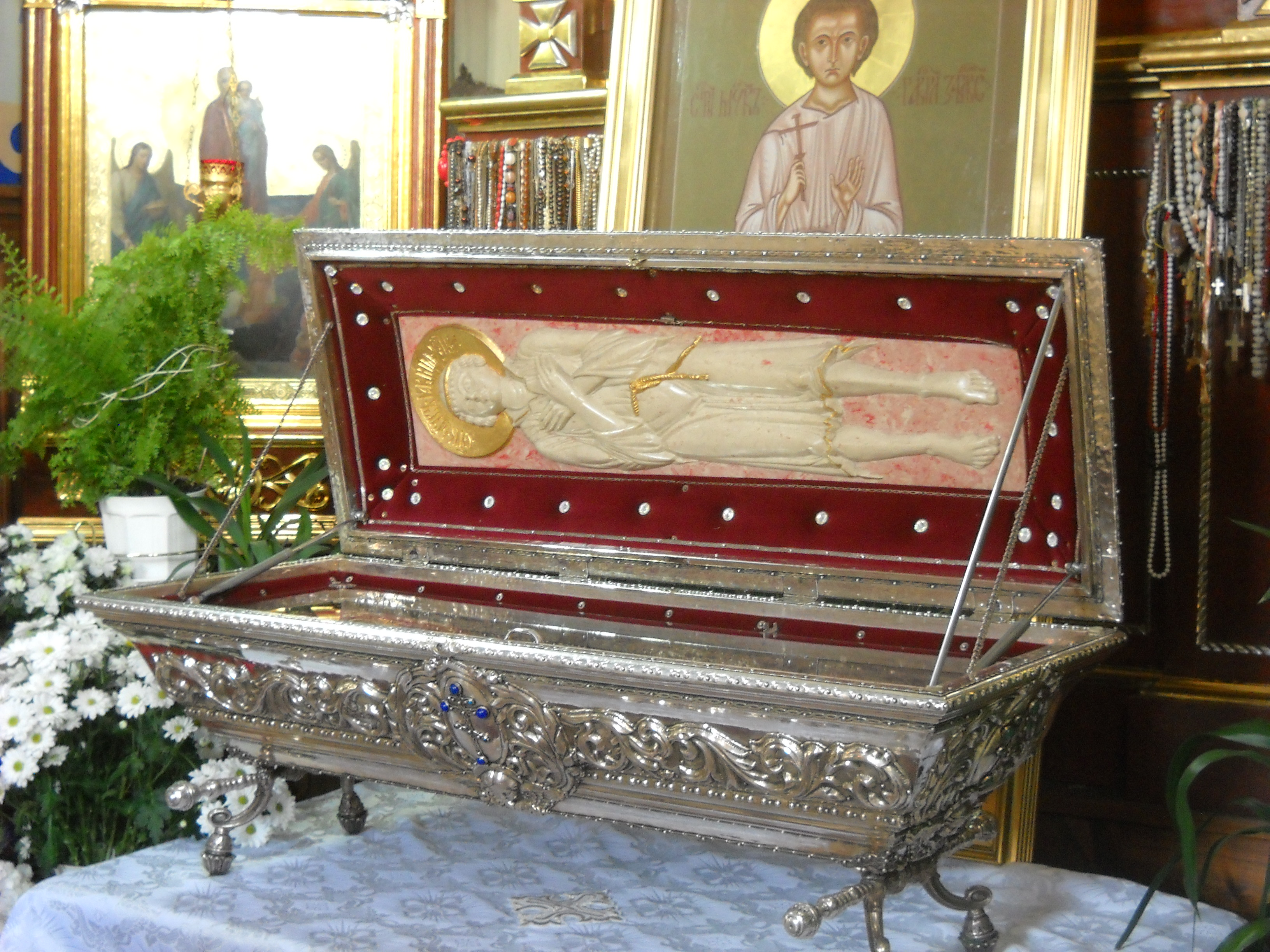
Relíquias de São Gabriel de Białystok, na Catedral de São Nicolau, em Białystok.

- Mártir-Menino Gabriel de Białystok (1690)[1][13][12][23][24][25][26]
- Novo Hieroconfessor Teodósio (Ganitsky), Bispo de Kolomna (1937)[1][13][12]

## Outras comemorações
- Ícones da Teótoco do Chipre (392)[13][27] e Kipyazha[12][28]
- Repouso do Monge-Schema Inácio do Mosteiro de São Nicéforo, em Olonets (1852)[1]
- Translação das relíquias (1991) de São Nicolau, Bispo de Ohrid e Žiča dos Estados Unidos para a Sérvia[1][12][29][30]